# Hiroki Sakai
Hiroki Sakai (酒井 宏樹 Sakai Hiroki), född 12 april 1990 i Kashiwa, Japan, är en japansk fotbollsspelare som spelar för Urawa Red Diamonds.

## Klubbkarriär
I juni 2021 värvades Sakai av Urawa Red Diamonds.

## Landslagskarriär
I november 2022 blev Sakai uttagen i Japans trupp till VM 2022.